# Kościół Najświętszego Serca Pana Jezusa w Tomaszowie Lubelskim
Kościół Najświętszego Serca Pana Jezusa – rzymskokatolicki kościół parafialny należący do dekanatu Tomaszów - Południe diecezji zamojsko-lubaczowskiej.

## Historia
Jest to świątynia wzniesiona w latach 1935-1949 według projektu architekta Jerzego Siennickiego z Lublina. Konsekrował ją w dniu 19 maja 1955 roku biskup Piotr Kałwa. W 1972 roku został przeprowadzony remont dachu kościoła. W dniu 25 października 1987 roku budowla została ustanowiona kościołem parafialnym.

## Architektura
Kościół jest murowany, posiada trzy nawy. Zajmuje powierzchnię 1100 metrów kwadratowych. Od frontu znajduje się wysoka wieża. Wnętrze jest nakryte sufitem kasetonowym. 
Wieża świątyni jest jej dzwonnicą. Dzwony powstały w firmie Felczyńskiego w 1960 roku i poświęcił je biskup Piotr Kałwa

## Wyposażenie

### Ołtarze
- W ołtarzu głównym jest umieszczona figura Serca Pana Jezusa.
- W prawym ołtarzu bocznym (umieszczonym dawniej w kościele parafialnym w Uhnowie, na terenie obecnej Ukrainy) znajduje się obraz Matki Bożej z Dzieciątkiem adorowanej przez anioły, pochodzący z 1. połowy XVII wieku, wzorowany na obrazie z bazyliki Matki Bożej Większej w Rzymie – częściowo przemalowany, w sukience i koronach srebrnych, częściowo pozłacanych, wykonanych w XVIII wieku.
- W zwieńczeniu jednego z nowszych ołtarzy bocznych jest umieszczony późnobarokowy krucyfiks, wykonany w XVIII wieku.

### Pozostałe
- Ambona w stylu późnobarokowym, wykonana na przełomie XIX/XX wieku, w formie łodzi z rzeźbami dwóch apostołów, pochodzi z cerkwi pounickiej w Uhnowie.
- Dwadzieścia cztery ławki w stylu późnobarokowym zostały wykonane w XVIII wieku (pochodzą ze świątyni parafialnej w Uhnowie).
- Na chórze muzycznym są umieszczone organy o 12 głosach, wykonane w 1958 roku[1].